# Kéleshalom
Kéleshalom község Bács-Kiskun vármegye Jánoshalmai járásában.

## Fekvése
Kéleshalom Hajós és Jánoshalma között helyezkedik el. Innen indul a Kígyós-főcsatorna.

### Megközelítése
Mindkét említett település felől az 5312-es úton érhető el, de lakott területét illetően zsáktelepülésnek tekinthető, mert központjába csak az előbbi útból kiágazó 54 114-es számú mellékúton lehet eljutni.

## Története
A község történetét számos érdekesség szövi át; hol a szerencsejáték döntött sorsa felől, hol a területet megvásárló telepesek hagyták el titokban a földet (innen a vidék neve: Illancs). A község 1952-ig közigazgatásilag Jánoshalmához tartozott, 1990-ben vált ismét önállóvá.

## Közélete

### Polgármesterei
- 1990–1994: Péter-Szabó Lajosné (független)[3]
- 1994–1998: Péter-Szabó Lajosné (független)[4]
- 1998–2002: Péter-Szabó Lajosné (független)[5]
- 2002–2006: Péter-Szabó Lajosné (független)[6]
- 2006–2010: Péter-Szabó Lajosné (független)[7]
- 2010–2014: Szvétek Lajos Róbert (független)[8]
- 2014–2019: Szvétek Lajos Róbert (független)[9]
- 2019–2023: Szvétek Lajos Róbert (független)[10]
- 2023–2024: Maruzsa Valéria Veronika (független)[11]
- 2024– : Klucsics Csaba (független)[1]

A településen 2023. június 4-én időközi polgármester-választást kellett tartani, mert a korábbi településvezető 2023. március 6-án elhunyt.

## Népesség
A település népességének változása:
| Lakosok száma | 453  | 444  | 449  | 437  | 396  | 414  | 403  |
|               | 2013 | 2014 | 2018 | 2021 | 2022 | 2023 | 2024 |

A 2011-es népszámlálás során a lakosok 97,6%-a magyarnak, 0,7% cigánynak, 1,2% németnek, 0,2% románnak mondta magát (2,4% nem nyilatkozott; a kettős identitások miatt a végösszeg nagyobb lehet 100%-nál). A vallási megoszlás a következő volt: római katolikus 64,7%, református 1,4%, görögkatolikus 0,2%, felekezeten kívüli 16,5% (17% nem nyilatkozott).
2022-ben a lakosság 84,8%-a vallotta magát magyarnak, 2,3% németnek, 0,8% cigánynak, 1,5% egyéb, nem hazai nemzetiségűnek (13,4% nem nyilatkozott; a kettős identitások miatt a végösszeg nagyobb lehet 100%-nál). Vallásuk szerint 36,9% volt római katolikus, 1,8% református, 0,3% evangélikus, 0,3% görög katolikus, 1% egyéb katolikus, 18,4% felekezeten kívüli (41,2% nem válaszolt).

## Nevezetességei
A település egyedi turisztikai értéke a külterületén található, fokozottan védett Kéleshalmi homokbuckák, az ún. ősborokás. Korában a vidék vadban gazdag erdői elsősorban a vadászokat csábította a térségbe. Ma már azonban az ősborokás természetvédelmi területe és a közeli mocsárvilág nyugodt, békés, háborítatlan természeti környezete lett kedvelt kirándulóhelye a természetjárást, a lovaglást, a kerékpározást kedvelőknek.
A településen több család is rendelkezik hintóval, így a környék lovaskocsival is bejárható. Kéleshalom jelentős építészeti emléke a római katolikus templom, valamint s második világháborús emlékmű. Rendezvények tartására lehetőséget biztosít a felújított Művelődési Ház. A településen minden évben megrendezik a kettes fogathajtó versenyt.